# Giuseppe Vaccaro (generale)
Giuseppe Maria Vaccaro (Venezia, 4 maggio 1916 – Roma, 2006) è stato un generale italiano.

## Biografia
Giuseppe Maria Vaccaro nacque a Venezia nel 1916, figlio del generale Michele Vaccaro e di Elena Lobus.
Arruolatosi il 1º ottobre 1936, prese parte alla Seconda guerra mondiale nell'arma di artiglieria, distinguendosi in azioni nell'Africa settentrionale.
Dopo la guerra si pose al servizio della Repubblica Italiana, divenendo nel 1977 Comandante Forze Terrestri Alleate Sud Europa per conto della NATO, carica che conservò sino al 1979.
Dal 2000 per sei anni ricoprì la carica di presidente dell'Istituto Nazionale del Nastro Azzurro.
Morì a Roma nel 2006